# Ettadhamen-Mnihla

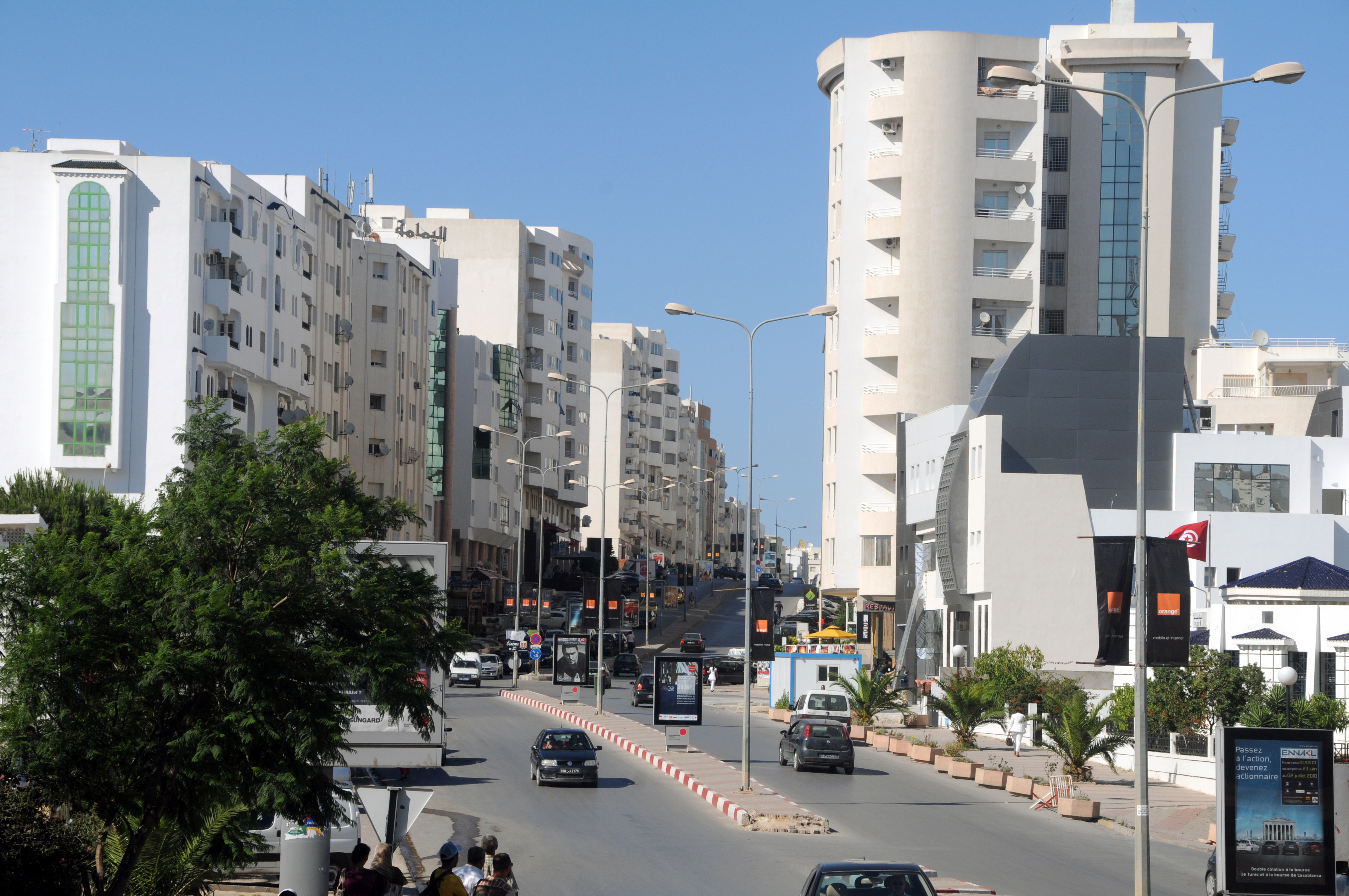
Avenue Hédi Nouira in der Cité Ennasr

Ettadhamen-Mnihla oder auch Ettadhamen ist eine Stadt im Nordwesten der tunesischen Hauptstadt Tunis. Es ist eins der größten Viertel in der Banlieue von Tunis und hatte 2009 etwa 132.000 Einwohner. Das Stadtgebiet umfasst ein Gebiet von 24,5 km² und erstreckt sich über die gleichnamige Delegation Ettadhamen sowie große Teile der Delegation El Mnihla.
Im Zuge der Revolution in Tunesien 2010/2011 kam es in Ettadhamen zu Zusammenstößen zwischen Demonstranten und Sicherheitskräften, wobei es auch Todesopfer gab. Bei den Unruhen kam es hier im Januar 2011 außerdem zu Plünderungen.